# Lobo hechizado

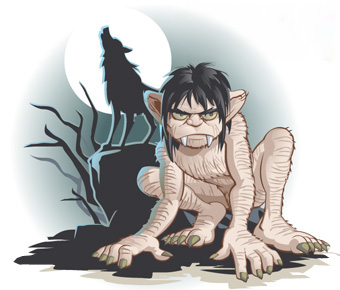
Se representa al lobo hechizado como una persona agazapada y con aspecto de perro rabioso que bajaba de entre la espesura de los montes y sierras.

Se conoce como lobo hechizado, lobo hechaízo o lobo hechicero a una especie de hombre-lobo típica de la mitología popular castellana. Este individuo mitológico afectado de licantropía no estaba caracterizado por grandes mutaciones: «Ser entre humano y animal, de orejas grandes». Solía andar a cuatro patas, pero con notables cambios en el crecimiento desmesurado de las uñas, de los caninos y abundante y largo pelo por todo el cuerpo. O bien se convertía directamente en un enorme lobo. «Una persona agazapada y con aspecto de perro rabioso que bajaba de entre la espesura de los montes y sierras». Referenciado este por ejemplo en Villamanrique (Ciudad Real) «…en las noches de luna, un hombre se convertía en lobo, e iba arañando las puertas de las casas». Al amanecer, en los umbrales de las puertas aparecían abundantes mechones de pelo.

## Características
De este personaje se decía que había sido víctima de una maldición, O bien se «hechizaba» mediante ungüentos o la ingestión de ciertas hierbas. En ocasiones se hacían acompañar de jaurías de lobos auténticos. Y muchas ocasiones, siendo éste consciente de la transmutación que sufría determinadas noches, avisaba a los familiares que no abriera las puertas. Esto es precisamente lo llamativo de los hombres lobos castellanos, que su identidad era conocida por el pueblo (sin que esto fuera un problema para la convivencia).
Guarda gran similitud con el «Hombre Lobo», del se cuenta del que era un hombre que «Se volvía lobo con pelos en la cara, en noches de luna llena». Siendo un vecino normal y corriente para los demás, pero a veces desaparecía en el bosque para convertirse en lobo. Parece ser que en las comunidades campesinas tradicionales había cierta permisividad con estos licántropos, a los cuales se les consentía robar o matar algún animal que otro («a modo de donación ante un ser desgraciado») para saciar el hambre. Que tras esto, incluso se podía establecer conversación o convivencia con él, a pesar de que su aspecto inspirar temor o recelo.
Hay diversas leyendas castellanas del hombre-lobo como protagonista. Hay una versión recogida en Robledo de Corpes (Guadalajara) en 1988. En la que se presenta a un lobo-hechicero, cuya condición desconocía su familia. Y un día yendo la mujer a llevarle la comida fue asaltada por un lobo. Que la mordió y desgarró la ropa. Tras esto, la mujer pudo retomar el camino para contar a su marido lo ocurrido. Éste, tras preguntar por su tardanza, le fue revelado el suceso. Pero la mujer, extrañada al ver que su marido no comía lo que ésta le había traído (tras el duro trabajo) le preguntó, con lo que el marido respondió «¡Cómo voy a comer si no tengo ganas de comer!». Y tras hacer amago de comer, la mujer descubre los hilachos de sus medias en sus dientes. Huyendo ésta al pueblo para denunciarlo, parece ser que en este caso sí ajusticiaron al lobo.

## En el folclore
Además, podemos encontrar por ejemplo en Albaladejo (Ciudad Real), en las «danzas de las ánimas», en las que se representa a un personaje carnavalesco, el Loberico, cuyas particularidades, símbolos y conductas nos recuerdan a la figura del hombre lobo, con grotesca y original máscara animadora de la fiesta del carnaval.

## Casos en la justicia
Una curiosa mención es la del «hombre-lobo de Allariz» por tierras de Castilla. Cuando a mediados de 1852 se encontraba como segador en Nombela (Toledo). Y que allí, el 29 de junio (día de San Pedro) atestigua que desapareció su maldición que le convertía en licántropo. Tras largos años de crímenes que comenzaron en Orense, León, y así por los caminos castellanos que recorría como buhonero. Hasta el agosto de ese mismo año, que fue arrestado por la Guardia Civil cerca de Escalona (Toledo).